# فالوير
فالوير (بالفرنسية: Valloire)‏ هي بلدية تقع في فرنسا في Canton of Saint-Michel-de-Maurienne. يقدر عدد سكانها بـ 1,329 نسمة ومساحتها 137.48 كم2 .